# Les Jönsson à Majorque
Pour plus de détails, voir Fiche technique et Distribution.
Les Jönsson à Majorque (titre original : Jönssonligan på Mallorca, litt. « Le Gang Olsen à Majorque ») est un film suédois réalisé par Mikael Ekman, sorti en 1989. 
Il fait partie d'une série de films basée sur les personnages créés par Erik Balling et Henning Bahs.

## Fiche technique
- Titre  : Les Jönsson à Majorque
- Titre original : Jönssonligan på Mallorca
- Réalisation : Mikael Ekman
- Scénario : Rolf Börjlind, Gösta Ekman et Mikael Ekman d'après les personnages créés par Erik Balling et Henning Bahs
- Musique : Ragnar Grippe
- Production : Christer Abrahamsen
- Sociétés de production : Svensk Filmindustri
- Société de distribution : Institut suédois du film
- Pays d'origine :  Suède
- Langue : suédois
- Format : couleur - 35 mm - son Dolby
- Genre : Comédie, Film policier
- Durée : 98 minutes
- Dates de sortie : 
  - Suède :  3 novembre 1989

## Distribution
(août 2015).
- Gösta Ekman : Charles-Ingvar « Sickan » Jönsson
- Ulf Brunnberg : Ragnar Vanheden
- Björn Gustafson : Harry la Dynamite
- Birgitta Andersson : Doris
- Per Grundén : Wall-Enberg
- Kent Andersson : Persson
- Dan Ekborg : Gren
- Margaretha Krook : Gertrude Germann
- Johann Neumann : Ödlan
- Roland Janson : Brorsan
- Catharina Alinder : Pirjo
- Lennart Matikainen : Bodybuilder
- Lillemor Huhgh : Guide
- Jose Guesp-Querglas : Förfalskningsexpert